# Bolszaja Sieriedniaja
Bolszaja Sieriedniaja (ros. Большая Середняя) – wieś w Rosji, w rejonie charowskim obwodu wołogodzkiego. W 2002 r. liczyła 2 mieszkańców, a w 2010 r. zamieszkiwały ją 2 osoby.